# Новостав (Берестечковская городская община)
Новостав (укр. Новостав) — село в Берестечковской городской общине Луцкого района Волынской области Украины.
До 2020 года входило в Гороховский район.
Код КОАТУУ — 0720881403. Население по переписи 2001 года составляет 480 человек. Почтовый индекс — 45756. Телефонный код — 8 — 03379. Занимает площадь 14,97 км².